# AM銀行
AM銀行 (AMMB Holdings, AmBank MYX: 1015) は、マレーシアの銀行。1976年、フセイン・ナジャディによって創業。特にイスラム金融商品に特化した会社。